# Општина Терегова
Терегова (рум. Teregova) општина је у Румунији у округу Караш-Северин.
Oпштина се налази на надморској висини од 451 m.